# Olingerpolder
De Olingerpolder is een voormalig waterschap in de provincie Groningen.
Door de aanleg van het Eemskanaal werd deze polder in tweeën geknipt. Het noordelijke deel werd in 1868 omgevormd tot de Noorder Olingerpolder. Het deel ten zuiden van het kanaal werd omgevormd tot de Zuider Olingerpolder.